# Briefmarken-Jahrgang 1964 der Deutschen Bundespost Berlin
Der Briefmarken-Jahrgang 1964 der Deutschen Bundespost Berlin umfasste neun Sondermarken und acht Dauermarken.
Der Nennwert der Marken betrug 5,70 DM; dazu kamen 0,40 DM als Zuschlag für wohltätige Zwecke.

## Liste der Ausgaben und Motive
Legende
- Bild: Eine bearbeitete Abbildung der genannten Marke. Das Verhältnis der Größe der Briefmarken zueinander ist in diesem Artikel annähernd maßstabsgerecht dargestellt. Sollten keine Marken abgebildet sein, liegt es daran, dass das Urheberrecht des Künstlers noch nicht erloschen ist.
- Beschreibung: Eine Kurzbeschreibung des Motivs und/oder des Ausgabegrundes. Bei ausgegebenen Serien oder Blocks werden die zusammengehörigen Beschreibungen mit einer Markierung versehen eingerückt.
- Wert: Der Frankaturwert der einzelnen Marke in Pfennig. Ein „+“ bedeutet, dass es sich um eine Zuschlagsmarke handelt (= Frankaturwert + Spende).
- Ausgabedatum: Das Datum des erstmaligen Verkaufs dieser Briefmarke.
- Gültig bis: Das Datum, an dem die Gültigkeit endete.
- Auflage: Soweit bekannt, wird hier die zum Verkauf angebotene Anzahl dieser Ausgabe angegeben.
- Entwurf: Soweit bekannt, wird hier angegeben, von wem der Entwurf dieser Marke stammt.
- Mi.-Nr.: Diese Briefmarke wird im Michel-Katalog unter der entsprechenden Nummer gelistet.

| Sondermarken | |                  |                       |                   |             |                   |         |
| Bild         | Beschreibung | Werte in Pfennig | Ausgabe- datum (1964) | gültig bis        | Auflage     | Entwurf           | Mi.-Nr. |
|              | 700 Jahre Schöneberg Schöneberger Rathaus                                                                        | 20               | 30. Mai               | 31. Dezember 1965 | 7.500.000   | Lothar Wüst       | 233     |
|              | Wiederwahl des Bundespräsidenten Heinrich Lübke - Heinrich Lübke (1894–1972)                                     | 20               | 1. Juli               | 31. Dezember 1969 | 10.000.000  | Hermann Schardt   | 234     |
|              | - Heinrich Lübke (1894–1972)                                                                                     | 40               | 1. Juli               | 31. Dezember 1969 | 7.600.000   | Hermann Schardt   | 235     |
|              | Serie: Hauptstädte der Länder der Bundesrepublik Deutschland: Berlin Berliner Reichstag                          | 20               | 19. September         | 31. Dezember 1966 | 7.000.000   | Heinz Schillinger | 236     |
|              | Wohlfahrtsmarken 1964: Märchen der Brüder Grimm: Dornröschen - die böse Fee spricht einen Fluch über Dornröschen | 10+5             | 6. Oktober            | 31. Dezember 1966 | 4.426.000   | Holger Börnsen    | 237     |
|              | - die böse Fee animiert Dornröschen zum Spinnen, so dass sie sich steche und den Fluch erfülle                   | 15+5             | 6. Oktober            | 31. Dezember 1966 | 3.158.000   | Holger Börnsen    | 238     |
|              | - nach 100 Jahren schlägt sich ein Prinz durch die Dornenhecke und erlöst Dornröschen                            | 20+10            | 6. Oktober            | 31. Dezember 1966 | 3.111.000   | Holger Börnsen    | 239     |
|              | - alle im Schloss wachen auf                                                                                     | 40+20            | 6. Oktober            | 31. Dezember 1966 | 3.073.000   | Holger Börnsen    | 240     |
|              | Erster Todestag von John F. Kennedy John F. Kennedy, Präsident der Vereinigten Staaten                           | 40               | 21. November          | 31. Dezember 1966 | 7.500.000   | Rudolf Gerhardt   | 241     |
| Dauermarken  | |                  |                       |                   |             |                   |         |
| Bild         | Beschreibung | Werte in Pfennig | Ausgabe- datum (1964) | gültig bis        | Auflage     | Entwurf           | Mi.-Nr. |
|              | Dauermarkenserie: Deutsche Bauwerke aus zwölf Jahrhunderten - Wallpavillon des Dresdner Zwingers                 | 10               | 12. März 1965         | 31. Dezember 1991 | 145.000.000 | Otto Rohse        | 242     |
|              | - Schloss Tegel                                                                                                  | 15               | 12. März 1965         | 31. Dezember 1991 | 25.000.000  | Otto Rohse        | 243     |
|              | - Torhalle Lorsch                                                                                                | 20               | 12. März 1965         | 31. Dezember 1991 | 71.000.000  | Otto Rohse        | 244     |
|              | - Die Pfälzer Burg Trifels                                                                                       | 40               | 12. März 1965         | 31. Dezember 1991 | 30.000.000  | Otto Rohse        | 245     |
|              | - Das Schlosstor in Ellwangen (Jagst)                                                                            | 50               | 15. Dezember          | 31. Dezember 1991 | 3.000.000   | Otto Rohse        | 246     |
|              | - Treptower Tor in Neubrandenburg                                                                                | 60               | 15. Dezember          | 31. Dezember 1991 | 6.000.000   | Otto Rohse        | 247     |
|              | - Osthofentor, Soest                                                                                             | 70               | 29. Mai 1965          | 31. Dezember 1991 | 3.000.000   | Otto Rohse        | 248     |
|              | - Ellinger Tor Weißenburg in Bayern                                                                              | 80               | 15. Dezember          | 31. Dezember 1991 | 3.000.000   | Otto Rohse        | 249     |